# Roman Domka
Roman Domka (ur. 17 kwietnia 1933 w Przeworsku, zm. 1 sierpnia 1957 w Brudzewie) – polski porucznik pilot Ludowego Wojska Polskiego.

## Życiorys
Urodził się 17 kwietnia 1933 w Przeworsku. W 7 pułku lotnictwa bombowego dosłużył się stopnia podporucznika. Uczestniczył w przygotowaniach do mającej się odbyć 8 września 1957 na lotnisku Warszawa-Babice defilady z okazji Święta Lotnictwa. Podczas lotów treningowych 1 sierpnia 1957 w okolicach miejscowości Brudzewo rozbił się Ił-28 z załogą w składzie ppor. pil. Tadeusz Adamski, ppor. nawig. Jan Murawski, ppor. Roman Domka, kpr. Roman Gościniewicz (Gościuniewicz). Wszyscy obecni na pokładzie zginęli.
Ppor. Roman Domka został pośmiertnie awansowany na stopień porucznika. Pochowany został na Starym Cmentarzu w rodzinnym Przeworsku.